# Utuseb
Utuseb, historisch Iduseb (Topnaar für Menschen wollen hier wohnen, aber es gibt kein Wasser), ist eine Streusiedlung am Ufer des Kuiseb in der Region Erongo in Namibia. Es ist Hauptsitz der traditionellen Verwaltung der Topnaar, dem ein Kaptein als traditioneller Führer vorsteht. Es ist die einzige dauerhaft bewohnte Ansiedlung im Namib-Naukluft-Park.
Utuseb, in der Namib gelegen, ist nur über die Distriktstraße D1983 mit anderen Ortschaften verbunden. Es gibt keine öffentliche Strom- und Wasser- oder Abwasserentsorgung. Seit 1978 befindet sich im Ort eine Grundschule (J.P. Brand Primary School), zudem gibt es seit dem Jahr 2020 eine Klinik.
Der Gedenkstein „Ebenesser ǁHaibebKlicklaut Gedenksteen“ (Afrikaans für „Gedenkstein von Kaptein ǁHaibeb“) befindet sich in Utuseb.